# Synagoga w Augustowie
Synagoga w Augustowie – klasycystyczna synagoga w Augustowie istniejąca od 1840 r. do czasów II wojny światowej
Decyzję o budowie synagogi Beit ha-Kneset ha-Gadol (Wielkiej Synagogi) podjęto w 1839, uznając, że dotychczasowe zabudowania są niewystarczające na potrzeby wiernych. Koszty budowy oszacowano na ok. 52 tys. złotych polskich, zaś koszt placu na 49 tys. Głównym przedsiębiorcą budowlanym został Józef Fuks. Prace nad budową synagogi rozpoczęto w lutym 1840 r., a w stanie surowym oddano ją we wrześniu tego samego roku. Synagoga mieściła się przy zbiegu ówczesnej ulicy Stodolnej i Wilczej (późniejszy teren między ulicami Polną, Zygmuntowską i Rajgrodzką). Prace wykończeniowe trwały do 1843. W trakcie II wojny światowej synagoga uległa zniszczeniu. Po wojnie nie została odbudowana. Na fundamentach synagogi w latach 50. XX w. zbudowano mleczarnię.
Synagoga mierzyła 63,5 m długości, 36,5 m szerokości i 10 m wysokości.